# 黒海の戦い (第二次世界大戦)
黒海の戦い（こっかいのたたかい）とは、第二次世界大戦中の1941年から1944年の間の、黒海とその沿岸地域における陸軍の支援及び非戦闘行動を含む、枢軸国海軍とソ連海軍の戦闘活動である。
ソビエト連邦の黒海艦隊は、他のソ連赤軍同様ナチス・ドイツのバルバロッサ作戦によって不意をつかれた。黒海における枢軸国側の戦力は、ルーマニア海軍とブルガリア海軍、および鉄道や運河によって運ばれたドイツおよびイタリア軍部隊からなっていた。戦争の大部分の期間、黒海艦隊はフィリップ・オクチャーブリスキーによって指揮されていた。
主要なソ連の造船所はウクライナやクリミア（ニコラーエフとセヴァストポリ）に位置しており、それらは1941年に占領された。多くの未成艦はグルジアの港へ脱出している。また、ポティなどのグルジア（現在のジョージア）の港は艦隊の残存部隊の基地となっていたが、施設が貧弱であったため艦隊の作戦能力は低下した。

## ソ連海軍の戦力
1941年6月22日時点の黒海艦隊の戦力は以下の通りであった。
| 艦種       | 数 | 艦級など |
| ---------- | -- | --- |
| 戦艦       | 1  | パリジスカヤ・コンムナ |
| 巡洋艦     | 5  | キーロフ級（モロトフ (巡洋艦)、ヴォロシーロフ (巡洋艦)）、スヴェトラーナ級（チェルヴォナ・ウクライナ、クラースヌィイ・クルィーム、クラースヌィイ・カフカース） |
| 嚮導駆逐艦 | 3  | レニングラード級駆逐艦（モスクワ、ハリコフ）、タシュケント |
| 駆逐艦     | 11 | グネフヌイ級6隻、ストロジェヴォイ級5隻 |
| 旧式駆逐艦 | 4  | フィドニージ級（ジェルジンスキー、ニェーサモズニーク、ショーミヤン、ゼレズニャーコフ）                                                                         |
| 潜水艦     | 44 | |
| 砲艦       | 2  | |
| 機雷敷設艦 | 18 | |
| 魚雷艇     | 84 | |

## 枢軸国側海軍の戦力

### ルーマニア海軍
- 駆逐艦 - 6隻
  - マラシュティ級（マラシュティ、マラシェシュティ）[6]
  - レジェーレ・フェルディナンド級（レジェーレ・フェルディナンド、レジーナ・マリーア）[7]
  - アミラル・ムルヂェスク級 (アミラル・ムルヂェスク、としてチェタテ・アルバ) (海防艦)[8]
- 水雷艇 - 7隻
  - ナルカ級（ナルカ、スミュール）[9]
  - スボルール[9]
  - V1級 (4隻)[10]
- 魚雷艇 - 20隻
  - 7 x MAS[11]
  - 4 x Sボート[12]
  - 9 x MTB[13]
- モニター艦 - 1隻 (ミハイル・コガルニセアヌ)
- 砲艦 - 4隻
- 機雷敷設艦 - 1隻 (アウロラ)
- 潜水艦 - 3隻 (マルスィヌル、レキヌル、デルフィヌル)
- 特殊潜航艇 - 5隻

ルーマニア海軍は主な任務に、黒海の岸沿いに進撃する枢軸軍陸軍へ補給を行う船団の護衛任務を実施した。ソ連海軍の黒海艦隊への積極的攻撃は無く、潜水艦のみによる襲撃や自国沖及びソ連占領下沿岸部の機雷敷設、船団護衛に伴う対潜作戦を行っていた。

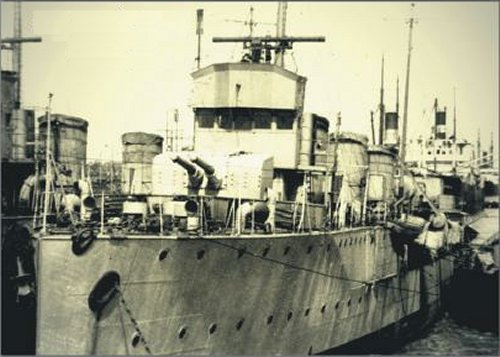
マラシュティ
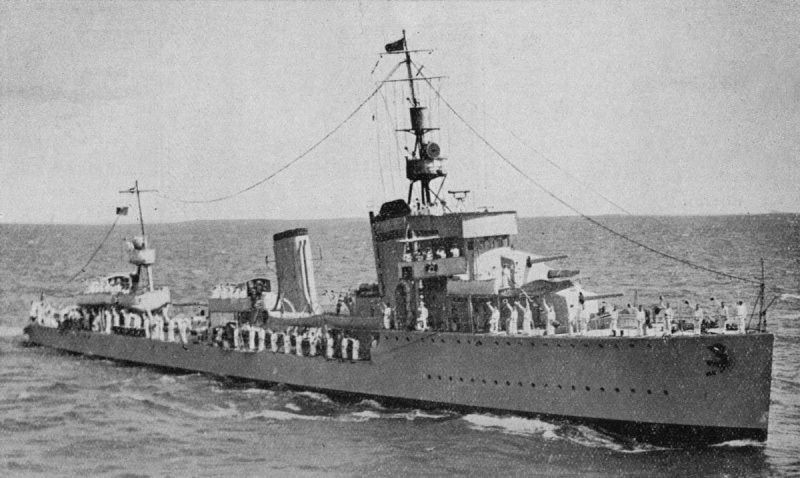
レジェーレ・フェルディナンド
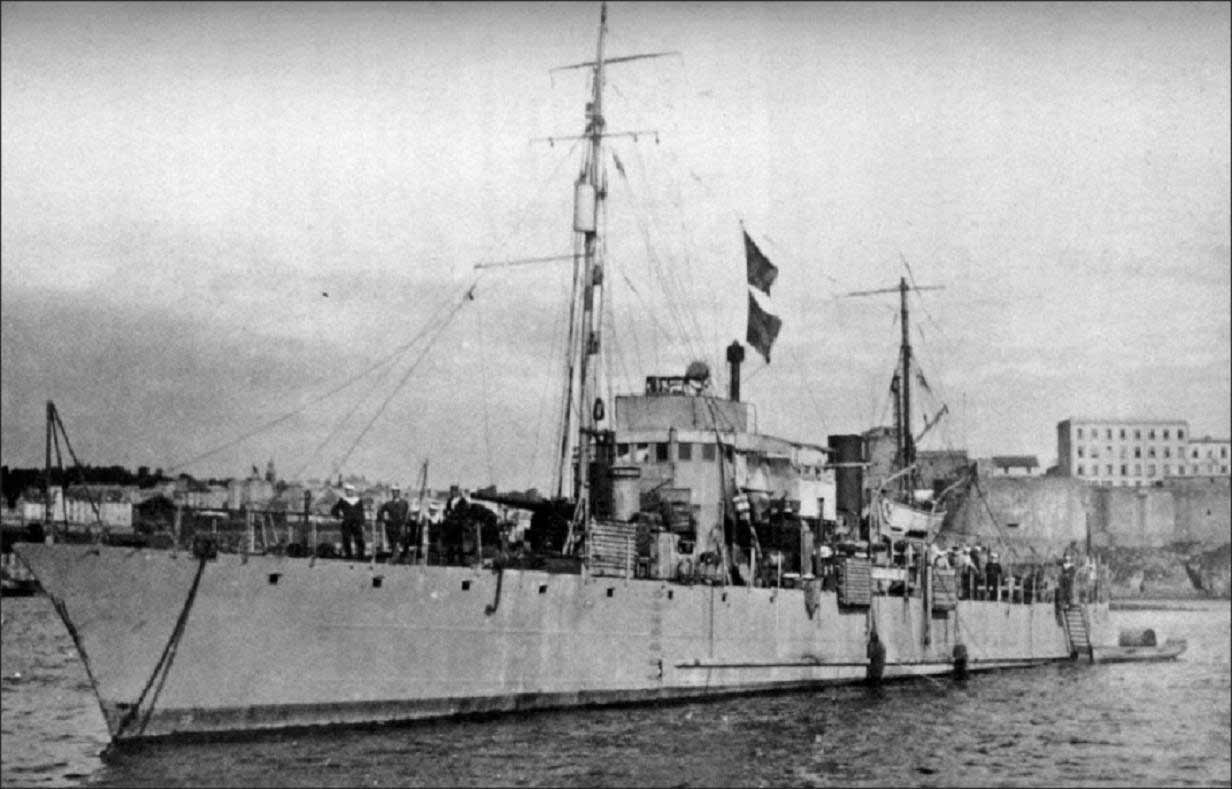
スブロコテネント・ギクレスク
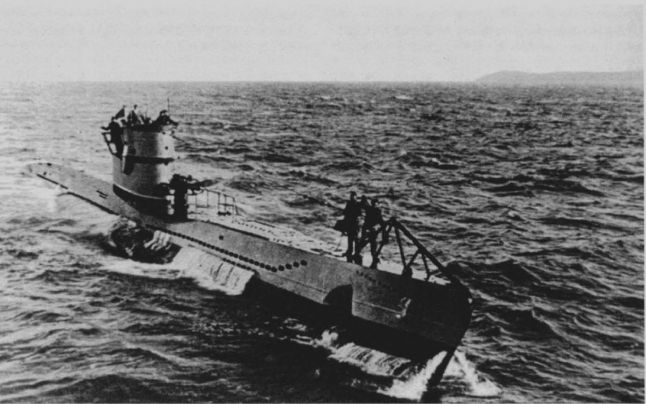
マルスィヌル
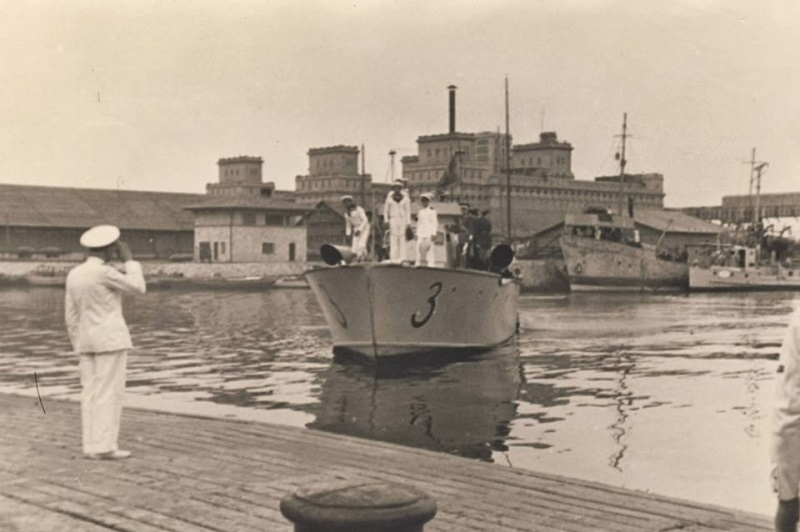
ヴィスクオルル (高速魚雷艇)

### ドイツとイタリア
第二次世界大戦ではトルコが中立であったため、枢軸国はボスポラス海峡経由で艦艇を黒海へ送ることは出来なかった（モントルー条約）。しかし、小型の艦艇は鉄道や運河を使用して黒海へ送られた。1942年には6隻のUボートII型が分解されてコンスタンツァへ運ばれ第30Uボート戦隊として作戦行動を行なった。他にドイツは10隻のSボート、23隻のRボートをドナウ川経由で送り込んだ。加えて、占領したニコラーエフの造船所で何隻かの武装バージを建造した。
イタリア海軍も小規模な部隊を黒海へ派遣した。それらは小型潜水艦や魚雷艇（MAS）であった。MASはフランチェスコ・ミンベッリによって指揮され、ヤルタを基地とした。

## 1941年
「コンスタンツァ襲撃」も参照
6月26日、ソ連は嚮導駆逐艦モスクワとハリコフでルーマニアのコンスタンツァを砲撃した。この際、モスクワが触雷して沈没している。
黒海艦隊は包囲下にあったオデッサへの補給を行い、10月終わりに陥落するまでの間、多くの兵員や市民を脱出させた。作戦中、ソ連は駆逐艦フルンゼ（9月21日喪失）と砲艦1隻をJu 87の攻撃で失った。黒海艦隊は、ドイツ軍のセヴァストポリに対する最初の攻撃を撃退した際にも活躍した。12月にはケルチへの上陸作戦を行い、ケルチ半島を奪回した。また、巡洋艦クラースヌィイ・クルィームを含む海軍部隊がセヴァストポリにむかい、火力支援を行った。ソ連の潜水艦もルーマニアやブルガリア沿岸で29000総トンの船舶を沈めている。

## 1942年
1942年の作戦はセヴァストポリ包囲戦で占められている。冬の間、唯一の戦艦パリジスカヤ・コンムナを含むソ連艦艇はセヴァストポリ付近で火力支援や補給任務に従事した。ソ連は6月22日まで補給作戦を続けたが、巡洋艦チェルヴォナ・ウクライナ、嚮導駆逐艦タシュケント、6隻の駆逐艦を失った。5月の巡洋艦ヴォロシーロフなどによるケルチ半島の戦いへの介入は成果を上げられず、9月にケルチ海峡を横断して行われたドイツ軍によるタマン半島への上陸を阻止することも出来なかった。
黒海艦隊の残存兵力はカフカース地方へ脱出した。ソ連潜水艦は黒海西部で活動したが、2隻を沈めたのみであった。

## 1943年
1943年には黒海艦隊の戦力は次のようであった。
- 戦艦セバストーポリ（パリジスカヤ・コンムナから改名）
- 巡洋艦4隻（26型2隻、クラースヌィイ・クルィーム、クラースヌィイ・カフカース）
- 嚮導駆逐艦ハリコフ
- 駆逐艦8隻（内3隻は旧式）
- 潜水艦29隻

9月になるとドイツ軍はクバンからの撤退を開始し、作戦に成功した。10月6日、ソ連の嚮導駆逐艦ハリコフと駆逐艦スポソブヌイ、ベズポシュチャドヌイがクリミア攻撃の際にJu 87によって撃沈された。この損失の結果、大型艦の使用にはスターリンの許可が必要とされるようになった。11月にはケルチ・Eltigen作戦が行われた。

## 1944年
1944年初めの時点で、ソ連の水上艦は整備不良のためほぼ作戦参加不可能になっていた。攻勢は小型の艦艇やソ連海軍航空隊によって行われた。3月にはオデッサ周辺が解放され、枢軸国軍はクリミア半島に取り残された。1944年5月9日にセヴァストポリ周辺の最後の枢軸国軍が降伏した。

## ルーマニア海軍 活動成果
「第二次世界大戦におけるルーマニア海軍」 も参照

### 第二次世界大戦におけるルーマニア海軍の業績

#### 駆逐艦

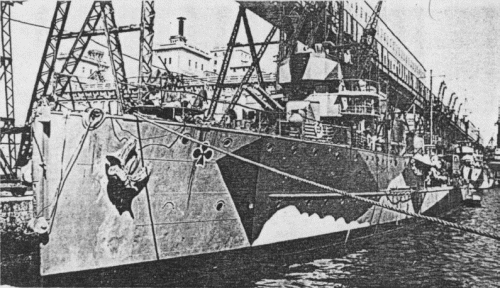
マラシェシュティ

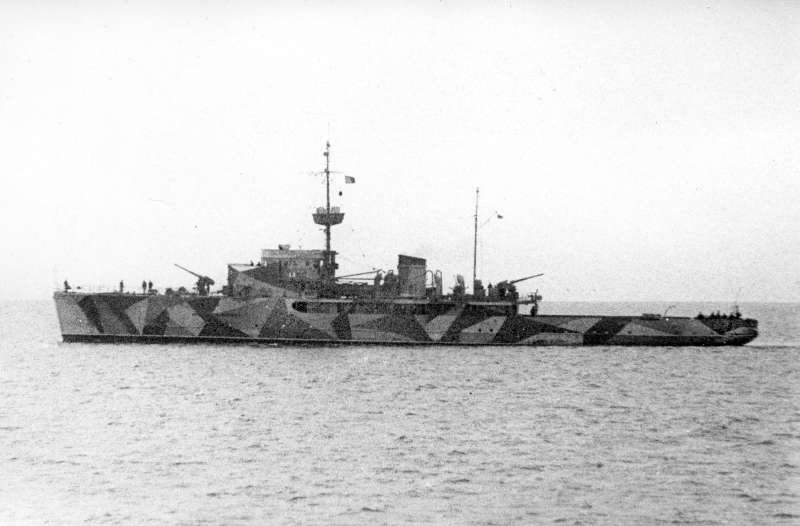
アミラル・ムルヂェスク。建造地はルーマニア。

##### マラシュティ
- レニングラード級駆逐艦1隻損傷[14]

##### マラシェシュティ
- 潜水艦M-31撃沈[15]

##### レジェーレ・フェルディナンド
- 潜水艦M-59撃沈[16]

##### レジーナ・マリーア
- 潜水艦M-58撃沈[17]

##### アミラル・ムルヂェスク
- キーロフ級巡洋艦1隻損傷（ルーマニア海軍の機雷原による）[18][19][20][21]
- レニングラード級駆逐艦1隻撃沈（ルーマニア海軍の機雷原による）[22][23][24]
- 潜水艦10隻撃沈（M型潜水艦5隻、SC型潜水艦3隻、S型潜水艦1隻、L型潜水艦1隻）（ルーマニア海軍の機雷原による）[25]

#### 砲艦

##### スブロコテネント・ギクレスク
- 潜水艦2隻撃沈
  - M-118（M型潜水艦）、1942年10月1日[26][27][28]
  - L-6（L型潜水艦）、1944年4月18日[29][30]
- 高速魚雷艇1撃沈（TKA-332）、1944年4月27日[31][32]

#### モニター艦

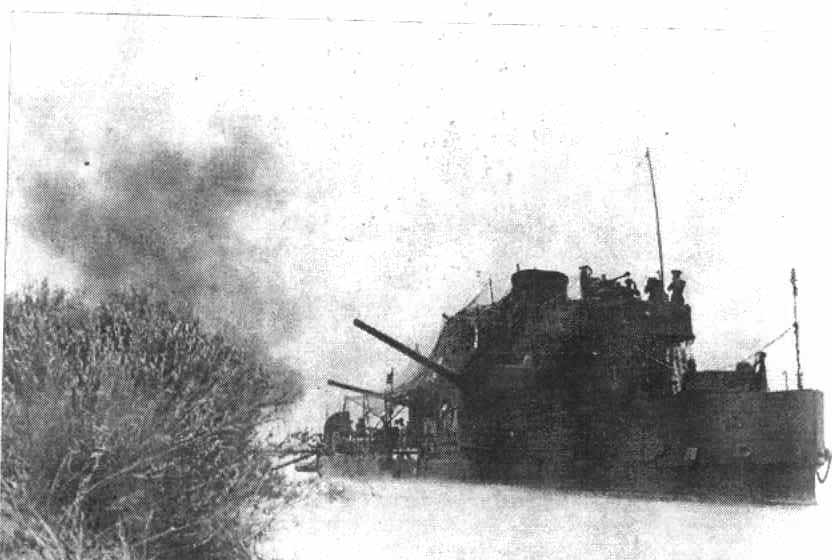
ミハイル・コガルニセアヌ

##### ミハイル・コガルニセアヌ
本節の出典は。
- モニター艦2隻損傷
- 哨戒艦艇1隻撃沈
- 哨戒艦艇2隻損傷

#### 水雷艇

##### ナルカ
- 潜水艦SC-206撃沈[34][35][36][37]

#### 魚雷艇

##### ヴィスクオルル
- 駆逐艦1隻損傷[38]

### ルーマニア海軍の損害

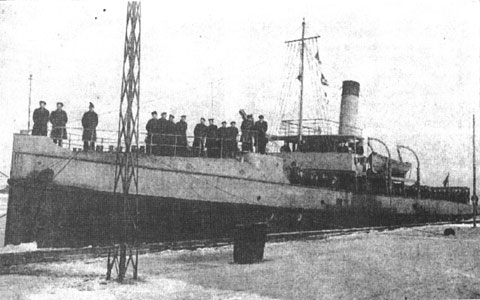
機雷敷設艦アウロラ（1941年7月15日沈没）

- 水雷艇1隻沈没[39]
- 魚雷艇2隻沈没[40]
- 機雷敷設艦1隻沈没[41]